# Сыфантай
Сыфанта́й (кит. упр. 四方台, пиньинь Sìfāngtái) — район городского подчинения городского округа Шуанъяшань провинции Хэйлунцзян (КНР). Район назван по находящейся на его территории горе Сыфантайшань («гора в форме квадратного помоста»).

## История
Сначала эти земли входили в состав уезда Цзисянь (集贤县), а в 1954 году вошли в состав новообразованного Шуанъяшаньского горнодобывающего района (双鸭山矿区). В 1956 году решением Госсовета КНР горнодобывающий район был преобразован в городской уезд, а в 1966 году Шуанъяшань был поднят в статусе до городского округа. В 1980 году было введено деление Шуанъяшаня на 5 районов, одним из которых стал район Сыфантай.

## Административное деление
Район Сыфантай делится на 4 уличных комитета (в городе Сыфантай) и 1 посёлок.
| № | Название       | Название (кит.)    | Статус          | Население чел. (2010) | На карте                         |
| - | -------------- | ------------------ | --------------- | --------------------- | -------------------------------- |
| 1 | Чжэньсинчжунлу | 振兴中路街道办事处 | уличный комитет | 18842                 | 46°35′28″ с. ш. 131°19′53″ в. д. |
| 2 | Цзисянь        | 集贤街道办事处     | уличный комитет | 13376                 | 46°35′28″ с. ш. 131°19′53″ в. д. |
| 3 | Тайбао         | 太保镇             | поселок         | 11637                 | 46°43′55″ с. ш. 131°14′07″ в. д. |
| 4 | Чжэньсиндунлу  | 振兴东路街道办事处 | уличный комитет | 10903                 | 46°35′28″ с. ш. 131°19′53″ в. д. |
| 5 | Дунжун         | 东荣街道办事处     | уличный комитет | 7875                  | 46°35′28″ с. ш. 131°19′53″ в. д. |

## Соседние административные единицы
Район Сыфантай на юго-западе граничит с районами Цзяньшань и Линдун, на юго-востоке — с районом Баошань, с остальных сторон окружён уездом Цзисянь.